# Roman Fischer
Romanus Franciscus "Roman" Fischer (ur. 3 sierpnia 1915 w Wels, zm. ?) – austriacki szermierz, brązowy medalista mistrzostw świata.
Podczas mistrzostw świata w Paryżu w 1937 roku Austriacy w składzie: Ernst Baylon, Kurt Ettinger, Roman Fischer, Josef Losert, Hans Lion i Hugo Weczerek zdobyli brązowy medal we florecie drużynowym. Był to jego jedyny start olimpijski.
Na igrzyskach olimpijskich w Berlinie w 1936 roku był czwarty we florecie drużynowym. Startował tam również w szpadzie, indywidualnie i drużynowo odpadając w pierwszej rundzie.
W 1937 roku zdobył mistrzostwo Austrii we florecie indywidualnym, a rok później w tej samej konkurencji był mistrzem III Rzeszy.
Po Anschlussie został członkiem Schutzstaffel (SS). Z zawodu był pracownikiem bankowym.